# Morbakka fenneri
Morbakka fenneri ist eine Quallenart aus der Klasse der Würfelquallen (Cubozoa) innerhalb der Nesseltiere (Cnidaria). Sie kommt hauptsächlich in den australischen Küstengewässern vor Queensland vor. Es ist bisher die einzige Art der Gattung Morbakka Gershwin, 2008. Morbakka fenneri ist eine der Arten, deren „Stich“ bei Menschen das Irukandji-Syndrom auslösen kann.

## Erforschungsgeschichte
Diese relativ große Quallenart war bereits 20 Jahre vor ihrer Erstbeschreibung Wissenschaftlern und Tauchern bekannt und wurde von diesen abwechselnd „Morbakka“, „Tamoya“ oder einfach nur „Feuerqualle“ genannt. Eine erste, allerdings nicht taxonomische Beschreibung stammt von Ronald Vernon Southcott aus dem Jahr 1985, der sie mit dem Trivialnamen „Morbakka“ bezeichnet. Der Trivialname „Morbakka“ ist eine Kunstform aus „Moreton Bay carybdeid“. Später beschrieb Peter Fenner die Qualle in mehreren Arbeiten, die allerdings auf die Vergiftungen (Irukandji-Syndrom) und deren Auswirkungen bei Menschen fokussierten. Erst 2008 publizierte Lisa-Ann Gershwin eine erste formal gültige Beschreibung und benannte sie Morbakka fenneri. Um Verwirrungen zwischen den früheren nicht-taxonomischen Arbeiten und der formalen taxonomischen Benennung zu vermeiden, übernahm sie den Trivialnamen Morbakka als Gattungsnamen. Der Artname fenneri wurde vergeben, um Prof. Peter Fenner zu ehren, der viele Arbeiten auf dem Gebiet der Marine Stinger Research publiziert hat.

## Merkmale
Morbakka fenneri ist einen relativ große Quallenart mit einer Länge bzw. Höhe von etwa 110 mm und einen Schirmdurchmesser von etwa 55 mm. Der Körper ist für Quallen relativ groß, robust und besitzt warzenähnliche Erhebungen auf der Oberseite, die hellpink gefärbt sind. Es sind vier Pedalia vorhanden. Die Tentakeln sind relativ flach und breit, eher bandartig. Beim lebenden Tier sind sie pink gefärbt. Sie enthalten drei Typen von Nematozysten: keulenförmige mikrobasische p-Mastigophore (Typ 4), 60 bis 70 μm lang und 13 bis 18 μm im Durchmesser, sowie zwei Typen von großen ovalen Isorhiza. Die Schirmwarzen tragen ebenfalls zwei verschiedene Typen von Nematozysten, rundliche und ovale Isorhizas. Das relativ breite Velarium weist ausgeprägte Lappen auf. Das Manubrium (Mundröhre) erreicht etwa die Hälfte der Schirmhöhe. Der Mund ist von vier gut entwickelten dreieckigen Lippen umgeben. Die Rhopalia sind relativ lang, gestreckt und „hasenohrförmig“. In der Biegung des pedalialen Kanal sitzt ein „Dorn“. Im Gastralraum fehlen die gastralen Phacellae, die z. B. diagnostisch sind für die Gattung Tamoya. Bisher gibt es keine Informationen zum Verhalten, dem Lebenszyklus oder zum Räuber-Beute-Verhältnis.

## Verbreitung
Morbakka fenneri wurde zuerst in Moreton Bay (Queensland) gefunden. Sie kommt auch auf den Stradbroke Islands vor. In MacKay (Queensland) werden pro Jahr etwa zwei bis drei Tiere gefangen. Einige Exemplare wurden auch vor Port Douglas oder Cairns gefangen. Weitere Exemplare wurden vor Townsville gesammelt. Eine etwas kleinere Form kommt an der Küste von New South Wales von Coffs Harbour bis auf die Höhe von Sydney vor. Die Art ist also eher selten.

## Systematik
Morbakka fenneri ist derzeit die einzige, formal beschriebene Art der Gattung Morbakka. Allerdings beschreibt die Autorin verglichen mit der typischen Morbakka fenneri von Moreton Bay eine sehr ähnliche, aber noch etwas größere Form von Nord-Queensland sowie eine etwas kleinere Form von New South Wales. Allerdings sind diese Formen bisher nur schlecht bekannt. Es ist deshalb durchaus möglich, dass noch weitere Arten von Morbakka existieren.

## Irukandji-Syndrom und Behandlung

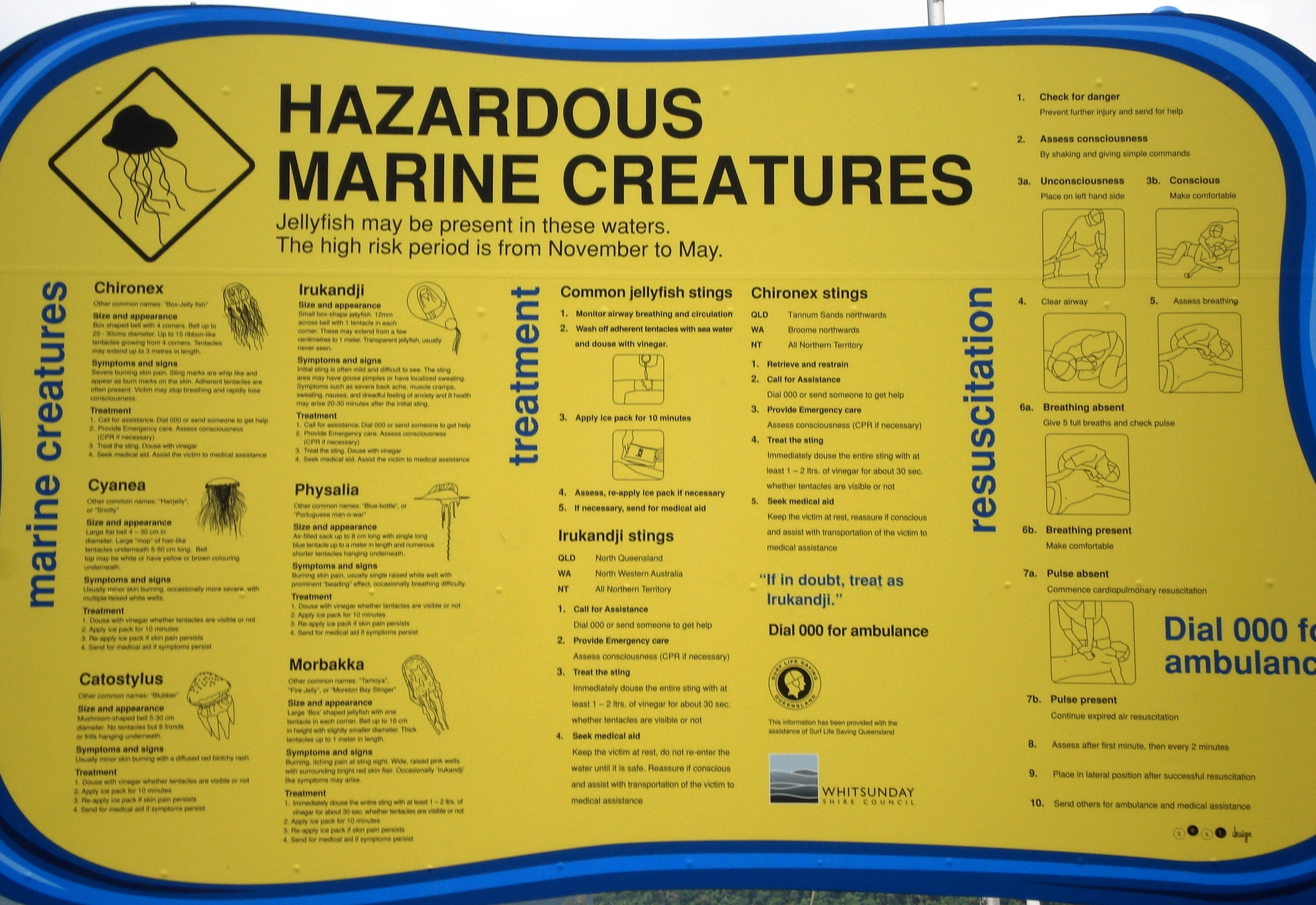
Informationstafel zu giftigen Quallen (u. a. Morbakka fenneri) und der Behandlung (in Australien)

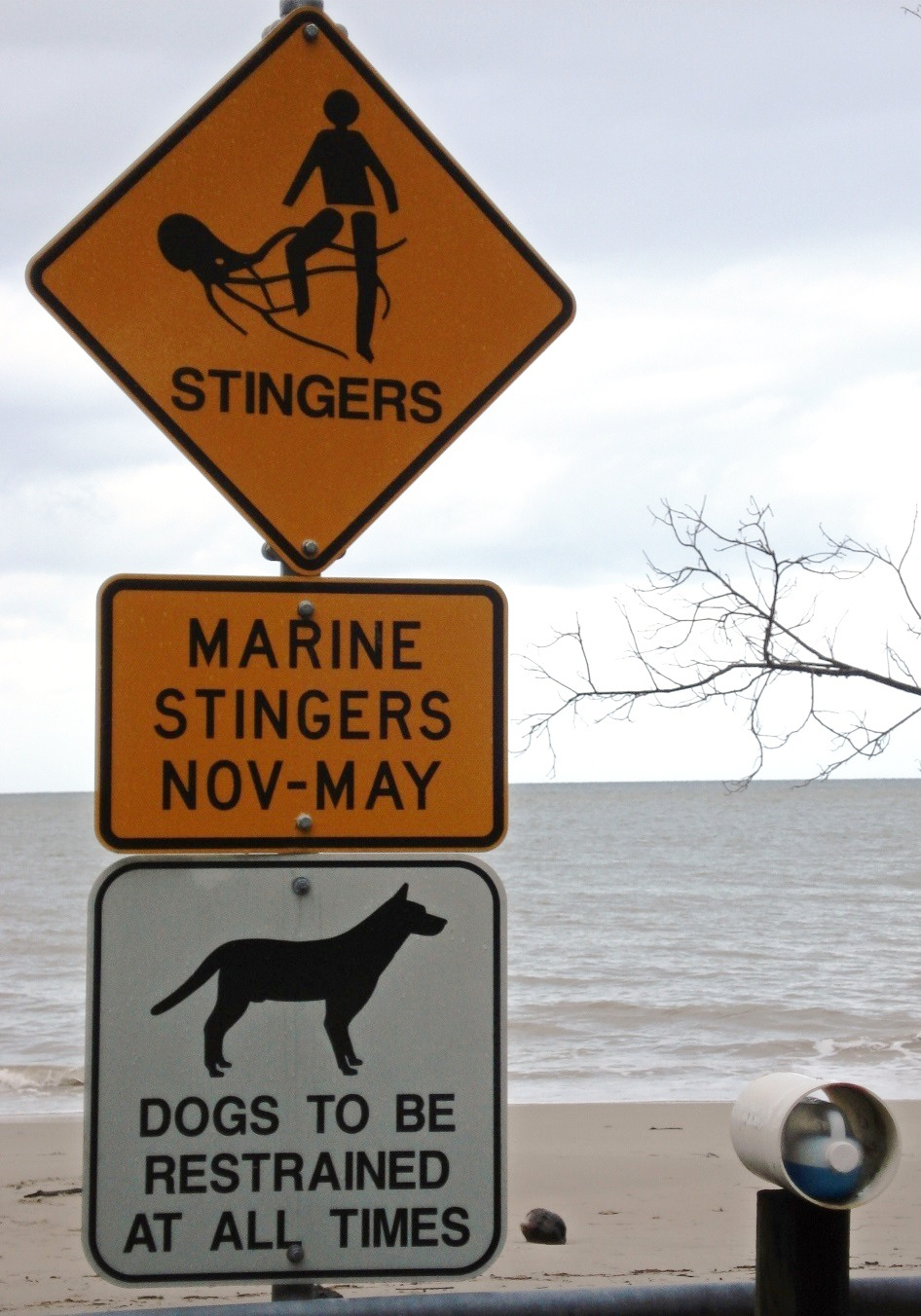
Warnschild vor Quallen "Marine Stingers" im Wasser (in Queensland / Australien) – rechts daneben (im Rohr) liegt Essig zur Erst-Behandlung bereit

Der Stich dieser Art kann Symptome auslösen, die sehr ähnlich dem Irukandji-Syndrom sind. Stiche von Morbakka fenneri werden, wie auch von anderen Würfelquallen-Arten, am sichersten vermieden, wenn Badende einen Tauch- bzw. Surfanzug tragen.